# Valparaíso de Goiás
Valparaíso este un oraș în Goiás (GO), Brazilia.